# Promiscuité sexuelle
Pour les articles homonymes, voir Promiscuité (homonymie).

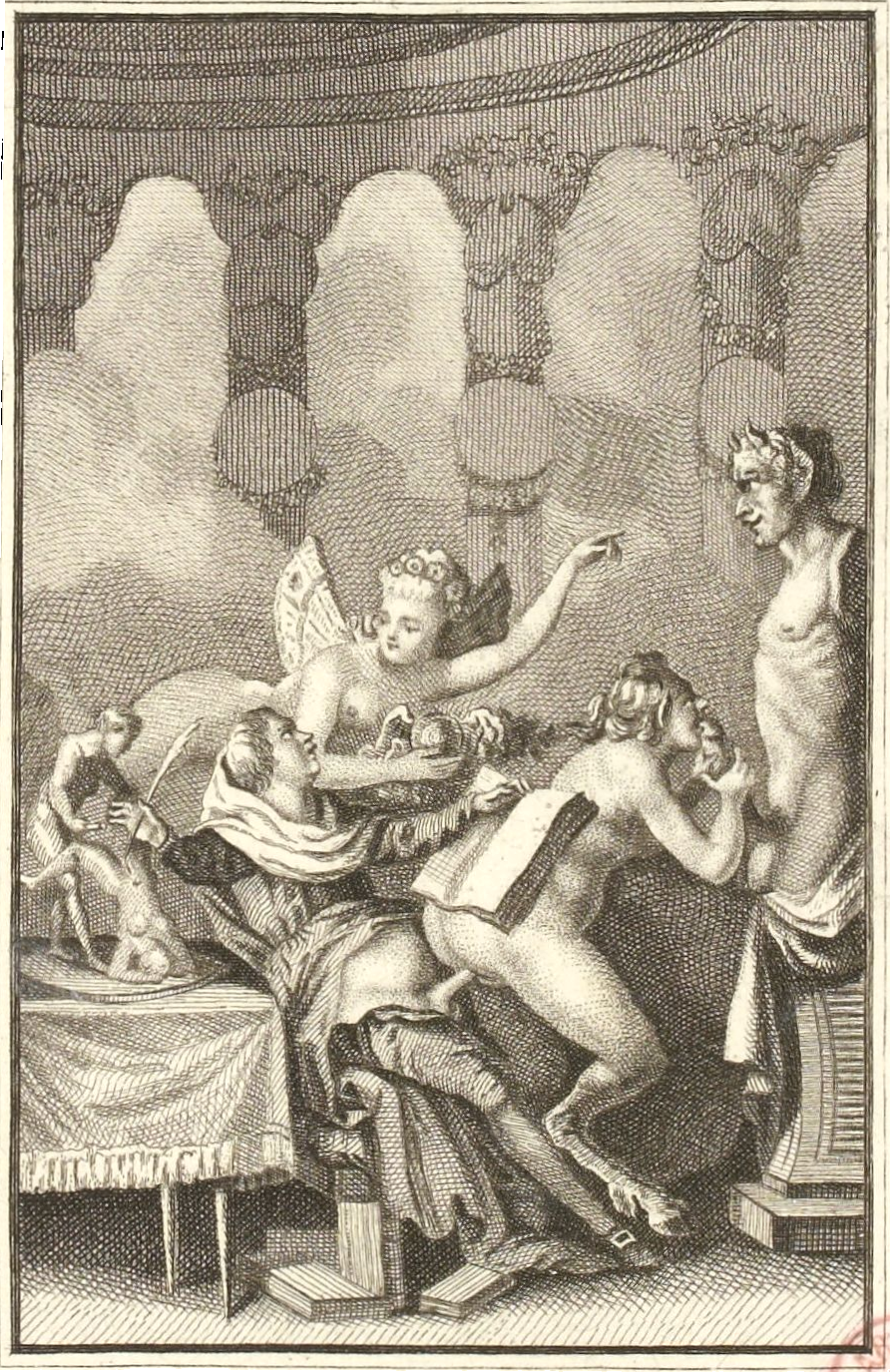
Illustration de lHistoire de Dom Bougre, portier des Chartreux, de Jean-Charles Gervaise de Latouche, 1741.

La promiscuité sexuelle est le « comportement sexuel caractérisé par le fait d'avoir des activités sexuelles avec plusieurs partenaires, simultanément ou successivement. ».
Dans le règne animal, la promiscuité sexuelle au sens strict est caractéristique de certaines espèces (Bonobo) ou le résultat de l'adaptation d'individus d'une espèce en cas de nécessité (Renard roux). Elle peut prendre la forme plus exclusive de la polygynandrie (Grive de Bicknell). D'autres espèces se montrent généralement monogames (Loup gris commun). La polygynie (Gorille) et la polyandrie, plus rare (Jacana noir), peuvent également être considérées comme des formes de promiscuité sexuelle, au sens large.
Chez l’être humain, l'appréciation de la promiscuité sexuelle varie selon les cultures, tout comme sa prévalence et son acceptation sociale, mais le terme est en lui-même connoté comme péjoratif ou transgressif : le TLFi la définit comme le « rapprochement sexuel de personnes contraire à un code moral ou une loi ».
La perception de la promiscuité sexuelle n'est en outre pas la même selon le genre et le statut civil de la personne : le féminisme souligne l'existence d'un double standard, la promiscuité chez la femme étant vue de façon péjorative alors qu'elle peut être vue chez l’homme sous un jour positif ou négatif. Un exemple de promiscuité est le coup d'un soir, dont la fréquence est parfois utilisée comme indicateur de promiscuité.
La promiscuité peut être opposée à la fidélité conjugale (exclusivité sexuelle), à la chasteté (catégorie morale), à l’abstinence sexuelle (abstention délibérée) ou à l'asexualité (désintérêt pour le sexe).

## Chez l’animal
Thierry Lodé relève que la promiscuité sexuelle, ou son absence, selon les espèces, est paradoxalement indépendante du mode de reproduction : accouplement (cas général des mammifères, des oiseaux, des insectes…) ou fécondation externe (cas général des poissons) : « Des poissons à fécondation externe révèlent des mœurs monogames alors que nombre de singes vivent une forte polygynie ».

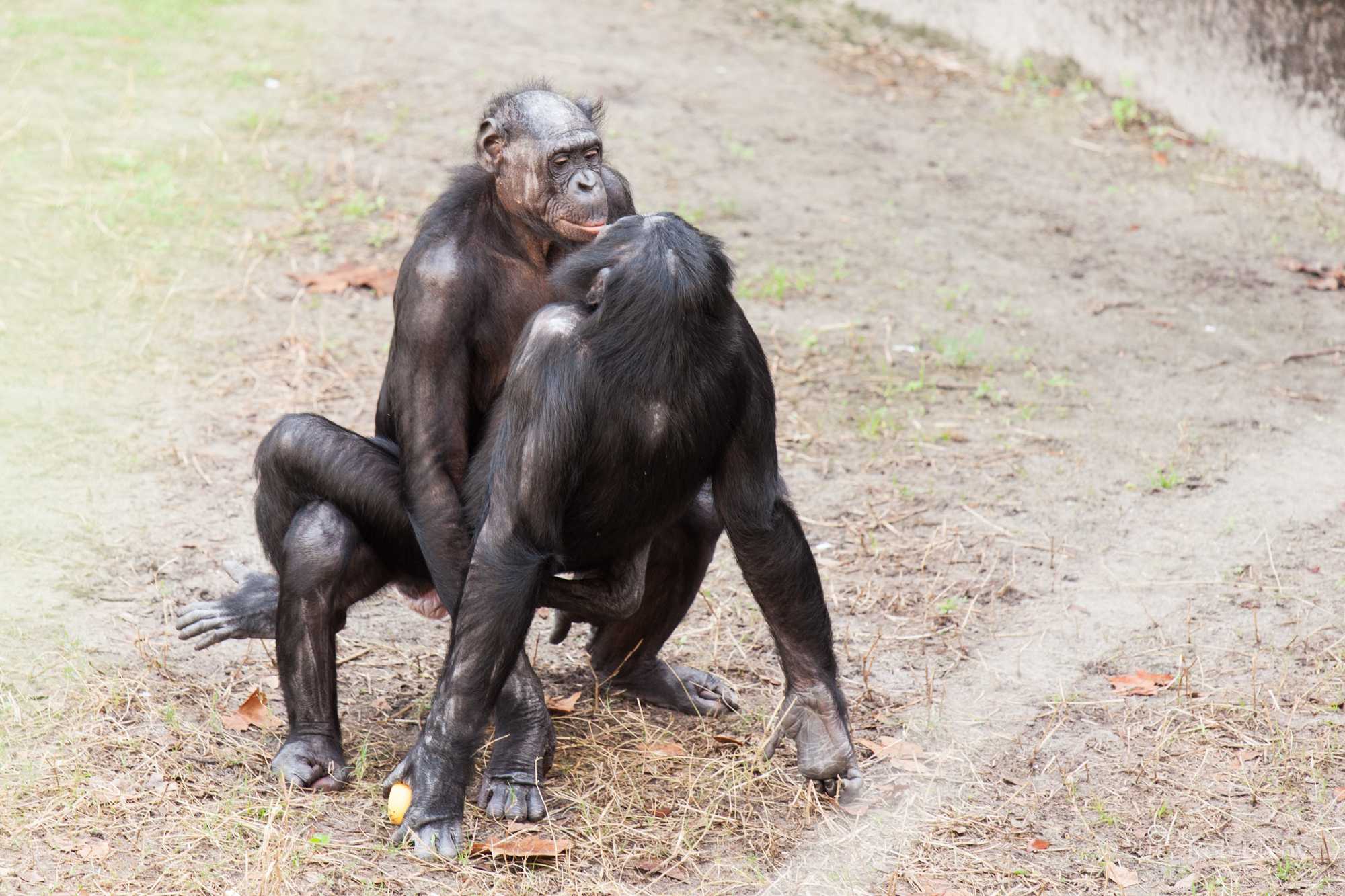
Accouplement de bonobos

Le succès de la promiscuité sexuelle provient de ce qu'elle augmente généralement les chances de reproduction : l'individu ayant plusieurs, voire de nombreux partenaires ayant plus de chances de trouver les « bons gènes ». Le modèle de couple monogame fonctionne toutefois très bien chez la plupart des oiseaux : à condition que les « bons gènes » et le « bon parent » de l'autre sexe soient trouvés, le partage des tâches pour élever les petits améliorent leurs chances de survie.
Durant le ou les vols nuptiaux des insectes eusociaux (abeilles, fourmis, termites…), la reine attire plus ou moins sélectivement les mâles par ses phéromones et engrange leurs spermatozoïdes dans une spermathèque qu'elle exploitera pendant des années.
La promiscuité sexuelle dans les espèces animales peut n'avoir pas pour seule fin la reproduction. Chez les Chimpanzés et les Bonobos, la fréquence élevée des copulations a un rôle plus social que reproductif. Dans les contextes différents de l'organisation patriarcale chez les Chimpanzés et matriarcale chez les Bonobos, les femelles utilisent les rapports sexuels pour désamorcer les conflits, avec les mâles dans le premier cas, avec les mâles ou entre femelles dans le second, ce qui est également pour elles un moyen d'ascension sociale.
Les punaises des lits, dont le mâle peut copuler 200 fois par jour, s'écartent elles aussi des stricts besoins reproductifs : perçant avec son pénis la cuticule de l'abdomen de sa partenaire, le mâle ne s'encombre pas du fait de savoir s'il a affaire à sa femelle ou non, et peut s'attaquer à d'autres mâles ou d'autres espèces. Cet éclectisme peut tout de même avoir un intérêt sélectif, lorsque l'insémination d'un autre mâle a pour résultat que celui-ci insémine deux souches de gènes différentes dans la femelle lors d'une copulation.

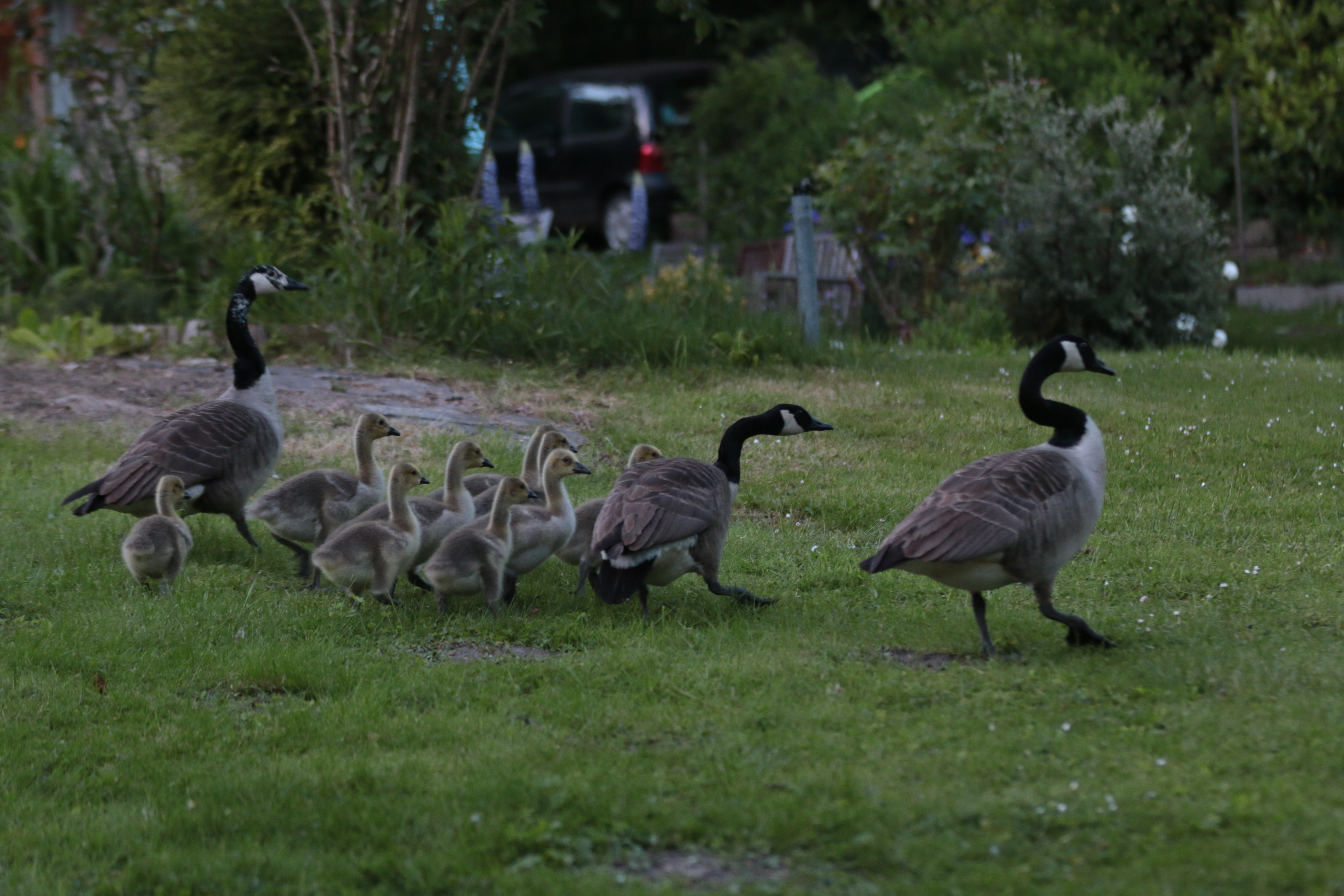
La polygamie des bernaches du Canada : ici un mâle, deux femelles et leurs neuf oisons.

Dans les espèces où les femelles s'accouplent avec plusieurs mâles, la sélection qu'elles opèrent et la compétition observée entre les mâles se double d'une compétition spermatique, chaque mâle développant une stratégie propre à l'espèce pour éliminer les spermatozoïdes concurrents. On peut citer le cas des drosophiles produisant un liquide séminal toxique pour les autres spermatozoïdes, ou celui d'Homo, dont les mouvements répétés lors de la copulation ont pour rôle biologique de nettoyer le vagin de la femelle d'éventuels spermatozoïdes concurrents ; la douleur non pathologique ressentie après l'éjaculation évite au mâle de prolonger ces mouvements et de nettoyer ses propres spermatozoïdes. Les femelles sont également actives dans la compétition entre les spermatozoïdes. La poule éjecte le sperme des coqs d'un statut social insuffisant, et il semble que la femme qui éprouve un orgasme entre une minute avant et 45 minutes après l'éjaculation d'un partenaire augmente la rétention de son sperme, favorisant la fécondation par celui-ci. Qui a dit que le plaisir féminin n'était pas utile à la reproduction ?

## Chez l’être humain

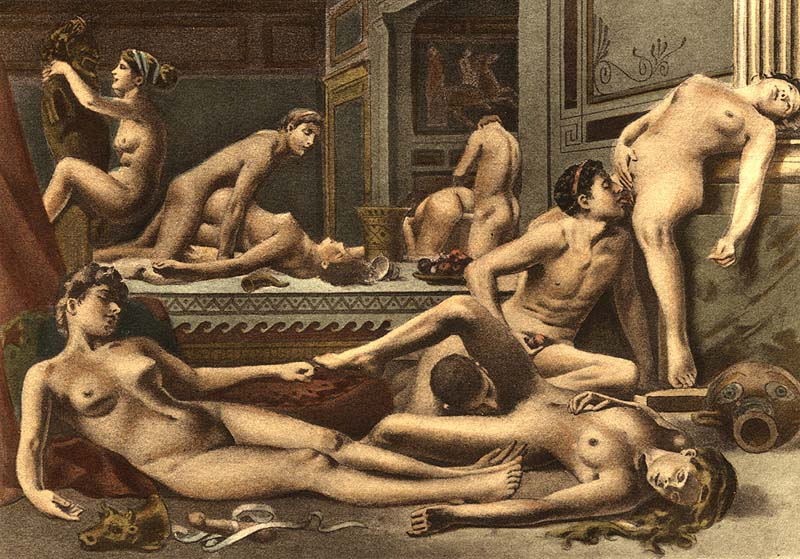
Scène d'orgie de Paul Avril (vers 1910)

La promiscuité sexuelle recouvre chez l’humain des réalités multiples : elle peut concerner des relations successives ou simultanées ; être socialement prohibée, tolérée ou intégrée dans la norme ; être légalement pénalisée, ignorée ou reconnue ; être une pratique prénuptiale, postnuptiale, anuptiale ou extraconjugale ; concerner les hommes, les femmes ou les deux sexes ; relever de l’hétérosexualité, de l’homosexualité, de la bisexualité ou de la pansexualité ; s'exprimer par des relations de couple ou dans une sexualité de groupe ; être vénale ou non ; être compulsive ou non ; et même, reposer sur le consentement mutuel ou le viol, impliquer ou non des esclaves… C’est donc une notion profondément ambiguë en l’absence de précision de sa portée.

### Les sociétés traditionnelles
Le terme de promiscuité revêt en principe un sens précis en anthropologie : « relations sexuelles soumises, chez les peuples primitifs, à des règles impératives », selon le TLFi, qui cite Lévi-Strauss : « La maison des hommes Bororo est ouverte aux hommes mariés, celle des Sherenté est réservée aux célibataires; c'est un lieu de promiscuité sexuelle chez les Bororo, la chasteté y est impérative chez les Sherenté. »
Il n'est pas de société qui ne définisse de règles d'union et de tabous sexuels. Bronislaw Malinowski croyait pouvoir décrire la vie sexuelle des Trobriandais comme totalement libre (même s'il nuance parfois son propos) : « Nous avons affaire à une société sans répression, une société dans laquelle le sexe comme tel n’est assujetti à aucune restriction. » Quel que soit l'apport fondamental du travail ethnographique de Malinowski, cette liberté, si large soit-elle par rapport aux cultures occidentales, paraît avec le recul bien plus relative.

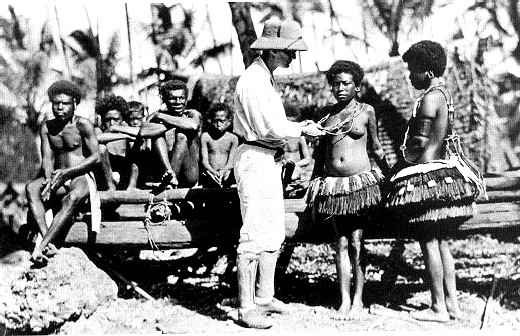
Malinowski aux îles Trobriand en 1918 : une société sans répression ni restrictions ?

Mais les règles régissant la sexualité et les tabous diffèrent profondément selon les sociétés. Chez les Guayakis étudiés par Pierre Clastres, les différentes tribus se retrouvent ainsi rituellement chaque année, occasion d'établir librement des relations entre les hommes et les femmes de groupes différents, que ce soit entre jeunes gens, prélude à d'éventuels mariages, ou pour des relations extraconjugales sans lendemain.
Certaines sociétés font entrer la promiscuité dans leurs règles de conduite, comme autrefois les Aborigènes d'Australie : l'initiation des femmes comportait leur viol par leurs initiateurs, avec lesquels elles étaient en position d'inceste, avec lesquels elles n'auraient donc plus jamais de relations ; et, lorsqu'un groupe social recevait un message remis par des messagères, les hommes de ce groupe devaient manifester leur accord en les possédant, sous peine d'offense au groupe émetteur.
Tout comme les règles matrimoniales et tout comme les règles définissant la portée de l'inceste, ces règles peuvent être à l'opposé des unes des autres dans des sociétés pourtant très proches. Certaines ethnies, Mongos africains, Yanomamis amazoniens... laissent les filles sexuellement libres avant le mariage. Leur grossesse est même acceptée par certaines : elle ne met pas en péril la transmission d’un patrimoine. Pour les Lobis, la jeune fille enceinte démontre ainsi sa fécondité et se trouve pour cela même recherchée. Dans d'autres peuples, comme les Peuls wodaabe, c’est au contraire la femme mariée qui est sexuellement libre et pas la jeune fille : le souci de l’homme n’est plus le patrimoine à transmettre, il est d’assurer ses vieux jours par sa progéniture, et le mari et l'amant s'arrachent l'enfant dont la paternité est incertaine.
Une des formes prises par la promiscuité est l’hospitalité sexuelle : chez les Mandingues ou les Bassaris, la politesse voulait qu'on mette à la disposition de son hôte une esclave ou une femme de sa famille... à charge de revanche. Au XIXe siècle encore, donc bien après l’arrivée de l’islam, les Bédouins du sud de la péninsule arabique pratiquaient une hospitalité sexuelle très codifiée : cette offre ne pouvait s’adresser qu’à un hôte de « sang pur », supposait l'accord de l'intéressée pour une fille de la famille, ne pouvait concerner une fille vierge. « L’hôte avait en outre l’obligation de satisfaire sa partenaire, ce qui lui valait les honneurs le lendemain, mais s’il y avait manqué, son manteau était amputé d’une pièce et il était chassé. »
On ne saurait enfin oublier que la polygynie est une forme historiquement et encore répandue de la promiscuité sexuelle, comme, plus anecdotiquement, la polyandrie, que celles-ci soient institutionnalisées, tolérées ou pratiquées de fait bien que prohibées. C'est aussi le cas d'une institution propre aux Bashileles du Congo : les femmes collectives, mariées à un kumbu, une classe d'âge. Le kumbu enlève sa fiancée, qui doit recevoir durant un an ou deux chacun de ses maris, sans les choisir, mais ceux-ci la traitent en princesse ; à ce terme, l'épouse choisit au cours d'une cérémonie les deux ou trois maris qu'elle veut conserver, mais voit son statut dégradé à celui de ménagère.
On peut faire plusieurs remarques générales sur la promiscuité sexuelle telle qu'interdite ou admise selon la société. D'abord, si chacune d'elles a des règles, ces règles y sont, plus ou moins souvent, transgressées dans toutes. Ensuite, la sexualité n'y est jamais indépendante du contexte social. Chargée d'émotion et de sentiment, elle doit aussi être comprise en relation avec les règles sociales et les motivations économiques. Enfin, le rôle de l'homme et de la femme n'y est jamais symétrique : au moins jusqu'à nos jours, dans toutes les sociétés humaines, les règles régissant le sexe reflètent la valence différentielle des sexes mise à nu par Françoise Héritier — ou, selon le vocabulaire de Pierre Bourdieu, la domination masculine.

### Amour courtois et libertinage
L’Occident chrétien instaure peu à peu des morales rigides, jusqu’au XIXe siècle. Les trois figures majeures de la femme sont Ève, tentatrice et pécheresse, Marie, sainte et vierge « avant, pendant et après l’accouchement » et Marie Madeleine, prostituée rachetée par l’aveu de ses péchés. La chasteté et la virginité sont érigées en modèles plus que jamais auparavant. Le sexe n’est admis que dans le mariage, l’acte de chair est une souillure identifiée au péché originel, ce qui est sans rapport avec le texte de la Genèse. La fornicatio carnalis (même dans le mariage), la débauche, le stupre sont l’œuvre du diable. Le plaisir sexuel n’est l’objet que d’une tolérance, encore ne l’est-il pour les rigoristes qu’à des fins de procréation et que chez l’homme. Le simple coupable du péché d’adultère peut se voir raser la tête, traîné et fouetté en public ; il est même passible de mort, l’époux est en droit de tuer la femme et l'amant pris sur le fait.
Ce moralisme inhérent au christianisme – comme au judaïsme et à l’islam –, objet de transgressions à toutes les époques, s’est vu contesté à son apogée de façon plus assumée par au moins deux courants.
L’amour courtois fleurit au XIIe siècle. Il ne peut être considéré en soi comme une expression de la promiscuité sexuelle : les amants vivent une relation exclusive — hors relations platoniques. André le Chapelain rédige alors (en latin) les 31 articles du Code d’amour de cette relation, et le 3e stipule que « personne ne peut se donner à deux amours ». Le 7e prescrit même « à l’un des amants, pour la mort de l’autre, une viduité de deux années ». Mais cette exclusivité ne concerne que l’amour courtois : les amants sont souvent par ailleurs mariés et pour certains père ou mère de famille. Le Code assène dès son premier article que « L’allégation de mariage n’est pas excuse légitime contre l’amour » : on ne peut se refuser à son amant ou amante sous prétexte de mariage. Le plus célèbre jugement des Cours d’amour, dans lesquelles des femmes de la noblesse d’alors traitaient des affaires de « droit courtois », va plus loin. À la question : « Le véritable amour peut-il exister entre des époux ? » qui lui était soumise, la cour de Marie de Champagne répond catégoriquement par la négative. Le mariage est ainsi réduit à son rôle d’institution sociale en vue de la procréation, il laisse le champ libre à l’amour courtois quant à la passion charnelle et amoureuse. La seule promiscuité sexuelle que présente l’amour courtois est donc la division du sexe en deux domaines séparés : sexe social reproducteur d’un côté, sexe passionnel de l’autre. De cette division, peu ou prou présente dans toutes les sociétés — elle fera florès au XIXe siècle puritain —, l’amour courtois fait une norme et la reconnaît aux femmes autant qu’aux hommes, jusqu’à inverser parfois les statuts traditionnels de domination et de dépendance.
Au XVIe, au XVIIe, mais plus encore au XVIIIe siècle, les règles de la religion et de la morale chrétiennes sont contestées par un nouveau mouvement : les libertins. C’est surtout au départ un courant de pensée : les « affranchis » (c’est le sens étymologique de libertin) sont des libres penseurs, qui s’affranchissent de la doctrine religieuse et se montrent critiques à l’égard des jugements et préceptes conventionnels, préparant puis accompagnant le siècle des Lumières. Mais de plus en plus, à côté de ce libertinage érudit, qui triomphe au XVIIe siècle se développe un libertinage de mœurs, dominant au XVIIIe : plus ou moins lié à la dissidence philosophique, celui-ci se traduit par la transgression morale. Le libertinage devient synonyme de licence sexuelle. Celle-ci se fait le mode de vie d'une partie de la noblesse, et le roman libertin est un genre à part entière. Certains font de la quête amoureuse un jeu subtil et élégant, comme chez Choderlos de Laclos, d’autres décrivent l’activité sexuelle en termes crus et salaces, comme chez Gervaise de Latouche. Tous traitent de l’amour et d’une sexualité ouverte de façon grivoise, sans s’arrêter aux conventions morales et aux tabous. Les pratiques sexuelles et les œuvres du marquis de Sade, qui garde l’esprit frondeur du libertinage érudit, mais chez qui le sexe est moins fait de plaisir que de violence et de cruauté, en sont un aboutissement, pour ne pas dire une sortie de route.

### Le cas de la prostitution
Si elle n’est sûrement pas le plus vieux métier du monde — les clercs (sans doute chamanes) l’ont précédée, —, elle traverse toutes les sociétés humaines depuis au moins le Néolithique.
Elle a été devancée par le cadeau nuptial de nombreuses sociétés animales, et il est possible que les premiers Homos l’aient utilisé. Le cadeau nuptial est encore largement pratiqué dans nombre de sociétés marquées par la tradition, même urbaines. En Afrique, par exemple, il est partie intégrante de la cour faite à une femme, dont on imagine difficilement pouvoir se passer. L’homme est au pouvoir, et notamment au pouvoir économique : le cadeau en est l’expression naturelle pour l’un comme pour l’autre. Mais il relève de la séduction, pas de la prostitution, et il est indépendant d’une éventuelle promiscuité sexuelle. Un pas est franchi lorsque le ou les cadeaux deviennent le motif premier de l’établissement d’un rapport sexuel ; un second lorsqu’il est fait de ce type de relations un métier : une activité régulière offrant des moyens de subsistance. Mais entre toutes ces situations, il y a continuum, et non de solution de continuité.
Les dictionnaires définissent la prostitution comme le « fait de livrer son corps aux plaisirs sexuels d'autrui pour de l'argent et d'en faire métier » : la prostitution est un cas particulier de promiscuité sexuelle. On peut juger cette définition réductrice, et l’étendre à toutes les relations sexuelles établies pour un intérêt matériel, même implicitement, jusqu’à certaines relations matrimoniales, qui ne comportent pas en elles-mêmes une telle promiscuité. L’islam pratique le mut’a, comme le très rigoriste Iran sous le nom de sigheh : un mariage temporaire, très aisé à obtenir, pouvant durer d’une heure à 99 ans, les hommes pouvant cumuler plusieurs sigheh. Il permet aux couples non mariés de réserver une chambre d’hôtel et son usage principal est une prostitution qui ne dit pas son nom.
La prostitution est dans beaucoup de sociétés couverte d’opprobre, ce qui n’empêche pas certaines de l’institutionnaliser : prostitution sacrée, bordels militaires, etc. Celles qui la condamnent ne le font pas toutes pour les mêmes raisons. Chez les Hébreux, la prostitution était théoriquement prohibée, mais un homme ayant autorité sur une femme pouvait la céder moyennant finance, ce qui n’était pas considéré comme de la prostitution : elle était son bien et ne pouvait disposer d’elle-même à sa place.
Si la tendance est aux politiques abolitionnistes, les États modernes traitent la prostitution selon des règles profondément différentes : certains la pénalisent, d’autres l’ignorent, d’autres l’autorisent en la réglementant, plus récemment, d’autres encore ne poursuivent pas les prostituées ou prostitués, mais leurs clients.
La prostitution a manifestement beaucoup régressé dans l’histoire de l’Occident. Très répandue au Moyen Âge, dans le prostibulum officiel, les étuves (théoriquement bains publics), les petits bordelages privés, à la porte des églises et jusque dans les cimetières ; elle connaît un certain rejet au XVIe siècle ; elle paraît sous une forme ou sous une autre s’être particulièrement développée au XIXe siècle, avec les courtisanes, les demi-mondaines, les cocottes, les lieux de socialisation que sont les maisons closes ; mais elle semble de moins en moins présente depuis quelques décennies. C’est notamment parce qu’elle prend des formes moins visibles : la tapineuse et la dame de maison font place à l’escort-girl sur internet. Cette régression semble surtout se produire aux périodes de libéralisation des mœurs. De quoi est-elle l’effet : de la liberté sexuelle, de l’affirmation du féminisme, des condamnations morales ou des politiques répressives ? Les différentes formes de promiscuité sexuelle seraient-elles les parties prenantes d’un jeu à somme nulle ?

### Les sociétés modernes
En grande partie héritières, ou sous l'influence, d'une culture occidentale marquée par le christianisme (et au-delà par le judaïsme), pour lesquels la sexualité n´était licite que dans le cadre du mariage voire, pour certains, que strictement limitée à la fonction procréatrice, les sociétés modernes tendent peu, mais largement, à s´affranchir de cet encadrement. L'union libre, la relation ouverte, le ménage à trois, le polyamour sont de moins en moins une transgression et de plus en plus intégrés au mode de vie commun, même si la liberté sexuelle des femmes est loin d'être acquise. Ce libéralisme ne concerne plus seulement les relations hétérosexuelles, il s'étend aux relations homosexuelles. Les interdits que sont la pédophilie et l'inceste (sous-entendu impliquant un ou une mineur) y sont en revanche prohibés plus rigoureusement, dans l'opinion comme dans les lois. La libéralisation des mœurs s'accompagne d'une moindre tolérance — tolérance zéro —, pour des gestes ou relations non librement décidés, notamment par les femmes, ce qui est loin d'avoir toujours été le cas.

#### Les précurseurs
À l'ère industrielle, le mariage traditionnel est contesté par des penseurs socialistes ou utopistes, renouant avec la liberté défendue par Platon quant au sexe, sinon à la reproduction : si Marx et Engels jugent en 1848 que c'est le monde bourgeois qui pratique, de fait et hypocritement, la communauté des femmes, et que celle-ci s'éteindra avec le socialisme, Charles Fourier prône dès 1808 pour son Phalanstère la libéralisation des relations amoureuses, considérant que « la fidélité perpétuelle en amour est contraire à la nature humaine ». La reconnaissance des mariages de groupe (en) n'est pas que théorique, elle trouve son expression dans des communautés telles que la communauté d'Oneida inspirée par Fourier et fondée par le prédicateur John Humphrey Noyes dans l'État de New-York : les relations sexuelles y sont libres à l'intérieur de la communauté, les jeunes filles y sont éduquées sexuellement par les membres les plus anciens, la reproduction y est réservée à des génitrices et géniteurs sélectionnés et les hommes doivent retenir leur éjaculation le reste du temps. Cette communauté fonctionnera de 1848 à 1881, date à laquelle elle prit fin, minée par les dissenssions internes et la propension de Noyes à se comporter en gourou, y compris sexuellement.
La libéralisation des relations sexuelles se poursuit au XXe siècle, mais ne prend vraiment son ampleur à partir de 1950 avec la révolution sexuelle. Celle-ci est facilitée par la légalisation de la contraception (1967 en France) et de l'avortement (1974 en France) et sera une composante importante des mouvements de mai 1968.

#### Prévalence
Le nombre de partenaires sexuels rencontrés peut varier largement d'une personne à l'autre comme d'une société à l'autre.

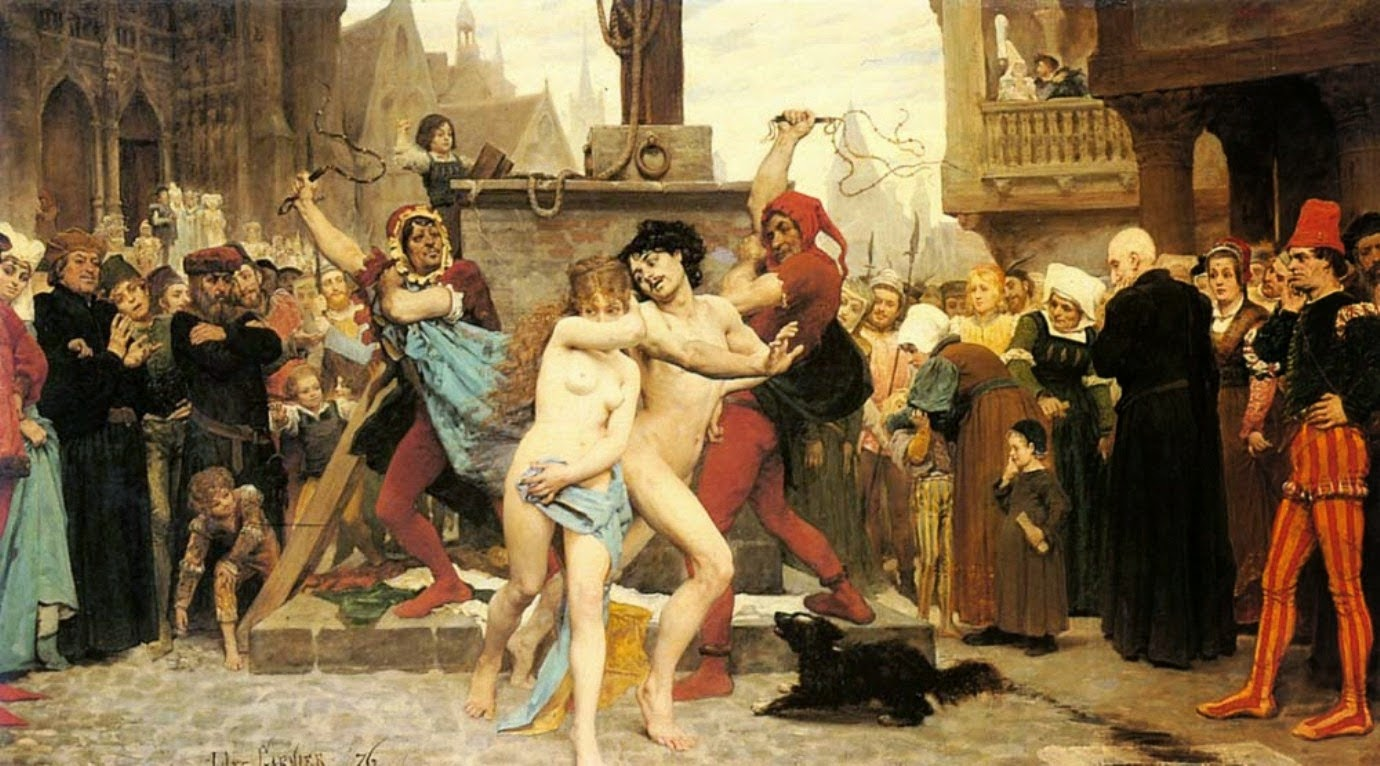
Le supplice des adultères, de Jules-Arsène Garnier (1876)

Une étude de 2008 révèle que les Finlandais rapportent avoir eu le plus de partenaires sexuels au monde, et que les Britanniques en ont le plus pour les grands pays occidentaux,,. Cette place pourrait s'expliquer parce que les Britanniques accepteraient plus facilement d'une femme qu'elle ait des partenaires sexuels différents, et pas seulement d'un homme comme dans d'autres cultures. Une étude britannique de 2014 affirme que Liverpool est la ville où la promiscuité sexuelle est la plus répandue. Ce mouvement s’accompagne d’un affaiblissement de la religion, d’une plus grande autonomie financière des femmes et d’une culture populaire très sexualisée,,.
Une étude de 1998 a relevé une forte corrélation entre la consommation d'alcool et le fait d'avoir plusieurs partenaires sexuels aux États-Unis. De même pour l'usage de drogues.

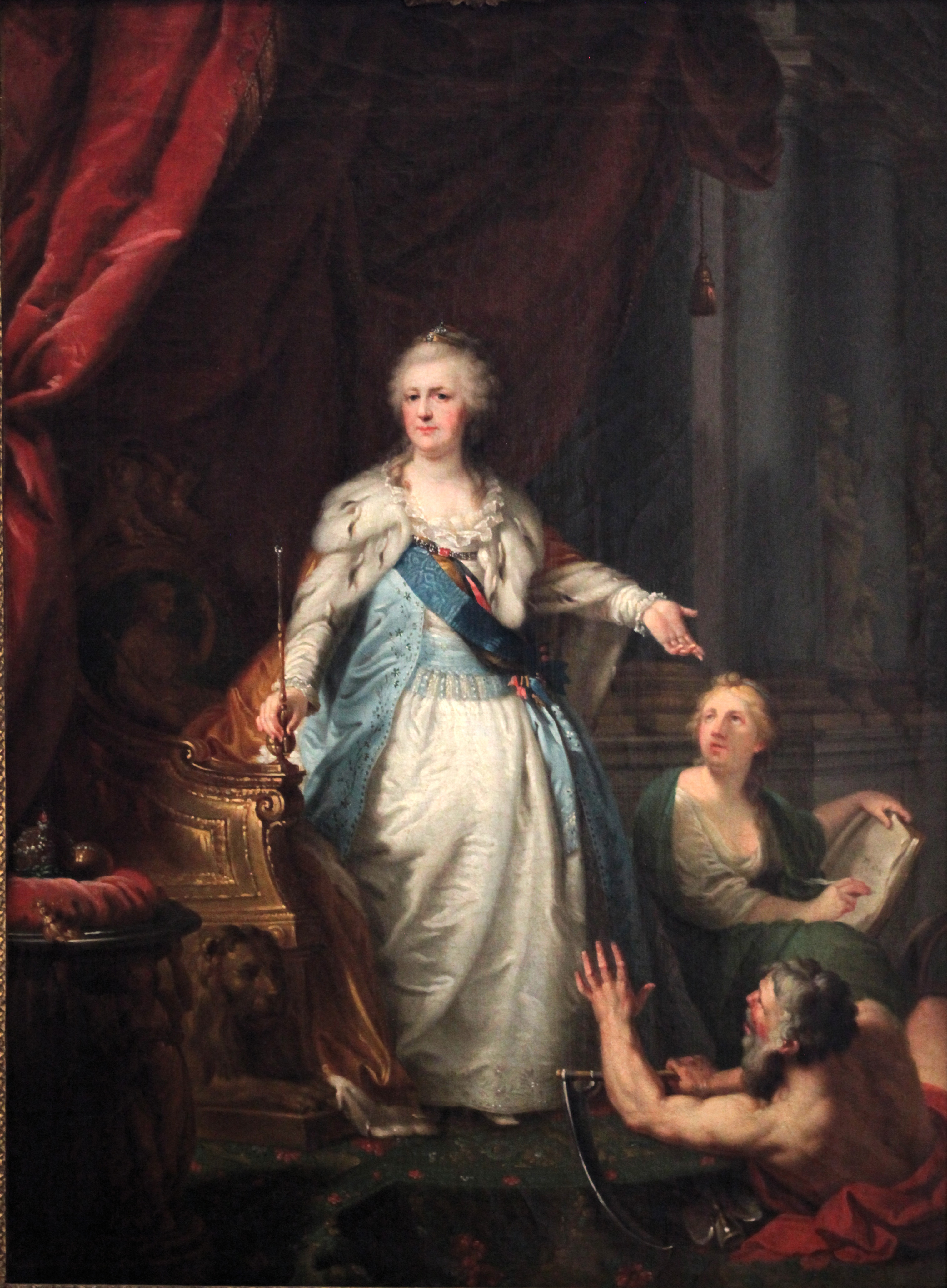
Catherine II de Russie, par Johann Baptist von Lampi (1792). L'impératrice était connue pour son appétit sexuel et ses nombreux amants.

Une étude de 1993 a montré que chez les individus dont les premiers rapports sexuels avaient eu lieu avant l'âge de 13 ans, les chances de déclarer trois partenaires sexuels ou plus étaient neuf fois plus élevées que ceux dont le premier rapport sexuel avait eu lieu à l'âge de 15 ou 16 ans ; les Noirs avaient quatre fois plus de chances que les blancs non hispaniques de déclarer trois partenaires sexuels ou plus ; les hommes avaient quatre fois plus de chances que les femmes de déclarer trois partenaires sexuels ou plus.
D'après une autre étude menée aux États-Unis, environ 29 % des hommes et 9 % des femmes rapportent avoir eu plus de quinze partenaires sexuels ; 46 % des hommes et 13 % des femmes noires ont déclaré avoir eu quinze partenaires ou plus au cours de leur vie, soit plus que les autres groupes raciaux ou ethniques. L'étude rapporte également que 25 % des femmes et 17 % des hommes déclarent ne pas avoir eu plus d'un partenaire de l'autre sexe au cours de leur vie, et 4 % déclarent ne jamais avoir eu de relations sexuelles. Seize pour cent des adultes ont leur premier rapport sexuel avant l'âge de 15 ans, tandis que 15 % s'abstiennent jusqu'à au moins 21 ans. La proportion d'adultes ayant eu leur premier rapport sexuel avant 15 ans est la plus élevée chez les Noirs non hispaniques (28 %), contre 14 % chez les Mexicains-Américains et les Blancs non hispaniques. Six pour cent des Noirs s'abstiennent de relations sexuelles jusqu'à l'âge de 21 ans ou plus, soit moins que les Mexicains américains (17 %) ou les Blancs non hispaniques (15 %).

#### Promiscuité masculine et féminine
L'écart que ces chiffres montrent entre le nombre de partenaires qu'auraient les femmes et les hommes est troublant.
Aux États-Unis, selon une enquête nationale de 2007, le nombre médian de partenaires sexuels qu'ont eu des personnes de l'autre sexe est de sept dans les déclarations des hommes et de quatre dans celles des femmes. Les chiffres portant sur les relations hétérosexuelles présentent presque partout un tel déséquilibre, souvent le double de partenaires pour les hommes : ainsi, en Grande-Bretagne, les résultats nationaux repris dans une étude de 2018 donnent une moyenne de 14,14 partenaires sexuelles déclarées par les hommes, les femmes en déclarant 7,12. Aprês une enquête menée en région Rhône-Alpes en 1989, le sociologue Hugues Lagrange indique que les hommes déclarent en moyenne 1,42 fois plus de partenaires que les femmes.
Cette différence est contre-intuitive : dans une population hétérosexuelle aux effectifs par sexe proches, le nombre moyen de partenaires des hommes et celui des femmes devrait être identique, « tout lien entre une femme et un homme reliant un homme à une femme ». Elle peut s’expliquer principalement par :
- des biais déclaratifs : du fait du double standard, les femmes tendent à minorer le nombre de leurs partenaires et les hommes à les majorer[51],[52] ;
- des biais sélectifs : des échantillons peuvent structurellement manquer de représentativité ; ainsi les prostituées, au nombre de partenaires très élevé mais proportionnellement peu nombreuses, ont-elles statistiquement peu de chance de faire partie des échantillons, alors que les hommes les incluent dans leurs partenaires[52] ;
- un biais analytique : les moyennes gomment, entre autres, l’impact des différences d’âges entre partenaires. Or si les hommes ont des relations avec des femmes plus jeunes qu’eux et inversement, ceux-ci peuvent, paradoxalement, avoir plus de partenaires qu’elles. C’est même le principe sur lequel repose les sociétés polygynes — Hugues Lagrange s'étonne lui-même de cette similitude[52]. En prenant de l’âge, les hommes polygames épousent des femmes de plus en jeunes qu’eux. Contrairement à une justification courante avancées par les polygames, le nombre d’hommes et de femmes en âge matrimonial est voisin ; les hommes ont de une à quatre épouses, les femmes un seul mari, et pourtant il n'y a pas ou peu d’hommes mûrs célibataires. La polygynie n’est possible que parce que les femmes arrivent plus jeunes sur le marché du mariage et que les hommes ne prennent d’autres épouses qu’en mûrissant, comme le démontre Philippe Antoine[53],[c]. La relation épouse↔époux est bien identique à la relation partenaire-femme↔partenaire-homme : tout lien entre une épouse et un époux relie bien un époux à une épouse. Or, dans les sociétés modernes, les hommes continuent à être statistiquement plus âgés que leurs partenaires femmes. En France par exemple, si l’âge des hommes au mariage est passé de 32,6 ans en 1996 à 39,2 en 2020, l’écart avec l’âge de leur femme n’a pour sa part presque pas bougé : 2,6 ans en 1996 et 2,5 ans en 2020[54]. Des différences de ce type pourraient-elles expliquer une partie de l’écart généralement constaté entre le nombre de partenaires des hommes et celui des femmes ?

Incidemment, la distribution du nombre de partenaires chez les femmes est toujours relativement étroite, sa variance est faible, et la grande majorité des femmes ont un nombre de partenaires proche de la moyenne. Chez les hommes, cette distribution est beaucoup plus large : beaucoup d'hommes ont peu de partenaires sexuelles, beaucoup d'autres ont de nombreuses partenaires, soit plus que la plupart des femmes.
Enfin, des expériences menées aux États-Unis en 1978 et 1982 ont confirmé que l'acceptabilité de la promiscuité sexuelle est largement moindre chez les femmes que les hommes : la grande majorité des hommes était prête à une relation sexuelle avec une femme inconnue « de beauté moyenne » leur faisant une proposition ; aucune femme de l’étude ne l’acceptait de la part d’un homme « de beauté moyenne ». Les hommes étaient généralement à l’aise avec la question, tandis que les femmes se montraient choquées et dégoûtées.

### Promiscuité sexuelle et santé
Pour un article plus général, voir Santé sexuelle.
Les questions relevant des préceptes moraux, éthiques ou religieux, celles de la prophylaxie et celles de la contraception sont toutes légitimes, elles ne doivent pas être mêlées ni confondues.
Avec les nuances apportées ci-dessous, ce n’est pas la promiscuité qui est cause de risque sanitaire, mais l’absence de protection — plus précisément : de préservatif — dont les effets sont évidemment en raison proportionnelle du nombre de partenaires. Une étude menée de 2006 dans 59 pays établit que les variations régionales de la santé sexuelle et reproductive n’ont pas de lien avec les comportements sexuels, mais avec les taux d'utilisation des préservatifs. Or, selon l’enquête comportementale nationale aux États-Unis sur le SIDA, en 1993, environ un quart des hommes et des femmes ayant plusieurs partenaires sexuels utilisaient toujours un préservatif, un quart les utilisaient parfois et près de la moitié n'en utilisaient jamais.
D’autres recherches précisent ces conclusions : les ruptures de préservatifs, notamment pour mésusage, et leur indisponibilité au moment d’une relation sont une cause des infections sexuellement transmissibles (MST), en particulier dans le cas de relations multiples. Une étude conduite en 1993 sur des étudiantes du Michigan conclut que celles-ci courraient beaucoup plus de risques d’infection sexuelle si elles avaient eu plus de cinq partenaires durant les 3,5 années précédentes ou si elles avaient eu leur premier rapport avant 15 ans. Le risque était 2,2 fois plus élevé pour celles qui n’utilisaient qu’occasionnellement un condom par rapport à celles qui l’utilisaient toujours ; mais 1,5 fois plus élevé pour celles qui prenaient la pilule par rapport à celles qui ne la prenaient pas. Ceci confirme que le condom est adapté à des relations multiples ou occasionnelles, les autres méthodes contraceptives aux relations stables. Le nombre de partenaires sexuels masculins au cours de la vie est un facteur de risque majeur de l'infection de la femme par le papillomavirus humain selon une étude suédoise de 1994. Celle-ci relève que l’usage d’une « méthode barrière » (barrier method), mais sans préciser laquelle, réduit de 24,5 à 14,9 % l’infection par le papillomavirus, donc sans l’empêcher totalement. En 1989, le mathématicien Bennett Eisenberg calcule que le risque statistique (sans prendre en compte l'usage ou non de préservatifs) d'être infecté par le SIDA est croissant dans les situations suivantes : 1. Relation monogame avec un partenaire non infecté ; 2. Relation monogame avec un partenaire « choisi au hasard » ; 3. Relation avec plus d'un partenaire, « choisis au hasard » ; 4. Relations avec plusieurs partenaires, « choisis au hasard » ; 5. Relation monogame avec un partenaire infecté. Mais tous ces travaux datent de 25 à 30 ans, et nécessiteraient une actualisation.
Le Manuel diagnostique et statistique des troubles mentaux, publié par l’Association américaine de psychiatrie, classait en 1952 le « nomadisme sexuel » parmi les troubles pathologiques, parmi d’autres pratiques alors considérées comme déviantes. Les éditions ultérieures supprimeront ces mentions… En revanche, l'hypersexualité, recherche compulsive de promiscuité, est un symptôme commun de plusieurs affections psychologiques dont le trouble de la personnalité borderline, le trouble de la personnalité histrionique, le narcissisme et le trouble de la personnalité antisociale, mais ces affections restent rares dans l’ensemble de la population des personnes ayant des relations sexuelles variées et fréquentes.
Au-delà des différentes pathologies qui peuvent être impliquées par la sexualité, ne faut-il pas d’avoir une approche globale de la santé en matière sexuelle ? C’est l’enjeu de la médecine sexuelle et de la sexologie. Le sexe met en jeu des personnes, pas des organes. Une relation sexuelle ne peut être saine sans respect de son partenaire et sans respect de son libre choix : ceci implique non seulement la prévention des pathologies, mais aussi la prévention des grossesses non désirées, celle des risques pour l'embryon et le fœtus éventuels, et la prise en compte de l’impact durable sur la santé psychique, voire mentale, des partenaires. Quelles qu’en soient les orientations et les pratiques, le sexe peut être l’activité la plus joyeuse et épanouissante qui soit, mais aussi être vécu comme une souillure et destructeur.

## Dans la culture
Le sexe et les relations amoureuses étant omniprésents dans les arts et la littérature, les thèmes de la promiscuité, du libertinage, de la séductrice, du séducteur… y sont naturellement largement présents. Ils y sont traités sous les angles les plus variés : s'ils se recouvrent en grande partie, la promiscuité n'est ni un sous-ensemble ni un sur-ensemble de l'érotisme. Quelques exemples majeurs :
- Les Dialogues des courtisanes, de Lucien de Samosate (IIe siècle), rééd. Arléa, 2011 : les courtisanes de l'époque y parlent de leur vie, de leurs émotions, de leurs déceptions ;
- Le mythe de don Juan, inspiré du don Juan Tenorio réel, mentionné dans les chroniques de Séville (Las Crónicas de Sevilla, texte perdu voire incertain) au XVIIe siècle[66], immortalisé par la pièce L'Abuseur de Séville (El burlador de Sevilla y convidado de piedra) de Tirso de Molina (1630)[67] et repris dans d’innombrables œuvres (Molière, Mozart, Baudelaire, Losey…) : don Juan use des femmes de façon éhontée, mais est rattrapé par la statue du Commandeur ;
- Les Contes et nouvelles en vers, de Jean de la Fontaine (3 tomes en 1665, 1666 et 1671), rééd. Classiques Garnier, 1985 : ces contes grivois, inspirés d'œuvres françaises et italiennes du XVe siècle et du XVIe siècle, tournent souvent autour des ruses de l'infidélité ;

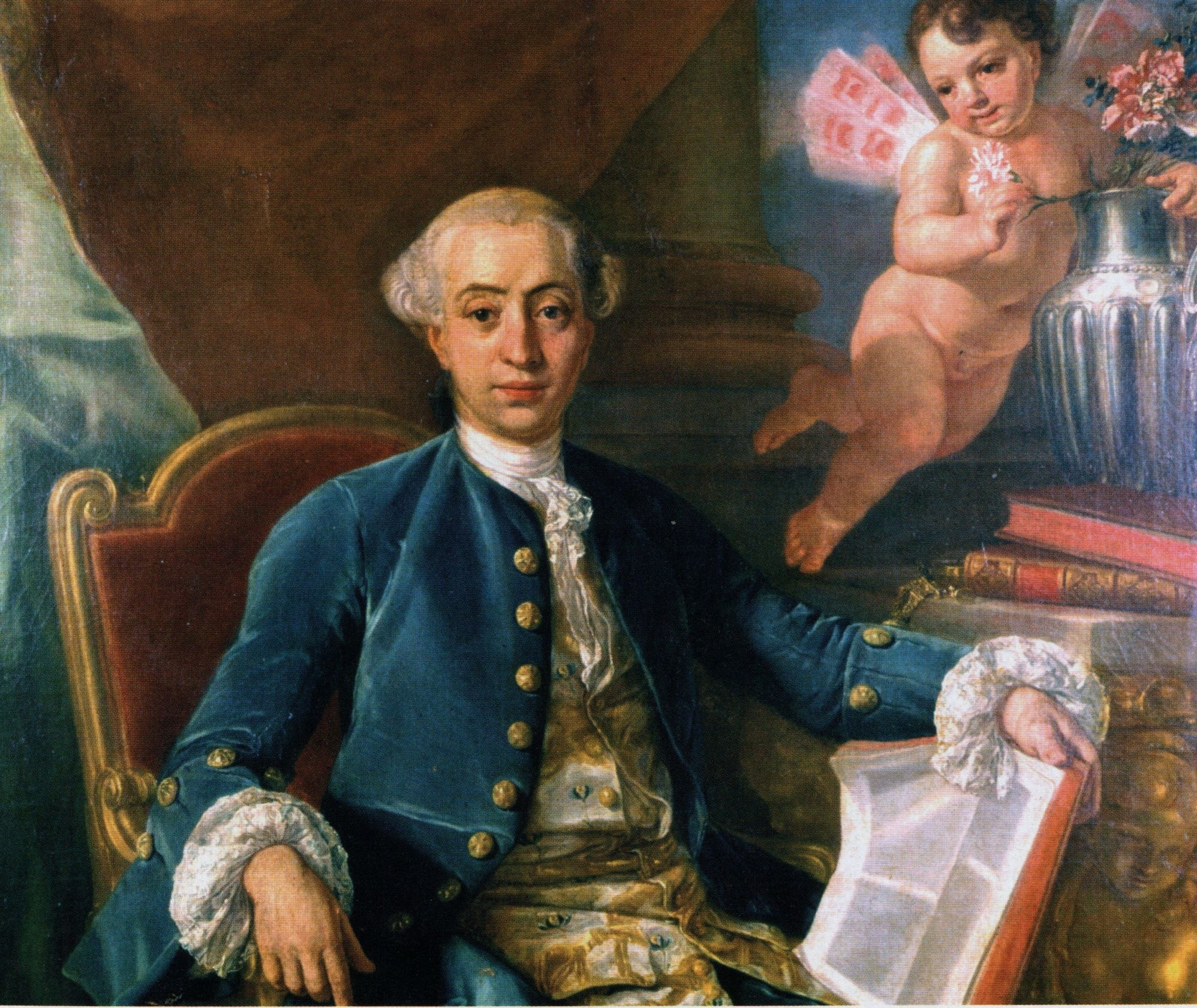
Giacomo Casanova, par Francesco Narici (1760)

- Les Liaisons dangereuses, roman de Pierre Choderlos de Laclos (1782), rééd. Livre de poche, 1975 : Valmont fait de la conquête amoureuse un jeu cruel, mais est pris au piège de la dernière ;
- L'Histoire de ma vie (souvent appelé à tort Mémoires), récit autobiographique de Giacomo Casanova, écrit entre 1789 et 1798, rééd. intégrale en 3 tomes, La Pléiade, Gallimard, 2015, ou Bouquins, Robert Laffont, 2018 : ce document majeur sur la société européenne du XVIIIe siècle fait une large place à la vertigineuse vie amoureuse de l’auteur ;
- Ma vie secrète (My secret life), récit autobiographique anonyme (fin du XIXe siècle), rééd. intégrale en 5 tomes, La Musardine, 1996 à 2009 : la vie sexuelle débridée d’un gentleman de l’ère victorienne contée par le menu, jusque dans ses aspects sordides ;
- Madame Edwarda, récit de Georges Bataille, éditions du Solitaire (1941), rééd. dans Romans et récits, la Pléiade, Gallimard, 2004 : plus encore que dans d’autres livres, Bataille y délivre une vision de l’érotisme et de la promiscuité mystique et tragique ; Edwarda est « la plus tourmentée, la plus grimaçante - la plus bouleversée, aussi – des images qu'il va donner de Dieu »[68] ;
- À la recherche de Mister Goodbar (Looking for Mr. Goodbar), film de Richard Brooks (1977), d'après le roman éponyme de Judith Rossner (Simon & Schuster, 1975) : le livre et le film sont inspirés par la vie de Roseann Quinn (en), institutrice en quête désespérée d'aventures dans les bars de New York et assassinée en 1973 ;
- Dans Les Nerfs à vif de Martin Scorsese (1991) le repris de justice, Max Cady, veut se venger de son avocat Sam Bowden, qui a provoqué sa condamnation, pour voie de fait et viol aggravé sur mineure, à quatorze ans de prison et son abandon par sa famille, en dissimulant des preuves documentées selon lesquelles la victime vivait dans la promiscuité sexuelle.
- La Vie sexuelle de Catherine M., récit autobiographique de Catherine Millet, Seuil (2001 : l'auteure y conte ses expériences tant avec des partenaires anonymes qu'avec des relations connues ;
- Les Animaux amoureux, film de Laurent Charbonnier (2007), DVD TF1 en 2008 : s'il traite indifféremment de la promiscuité et de la monogamie animales, ce documentaire offre un large panorama des comportements amoureux selon les espèces ;
- Dans le jardin de l'ogre, roman de Leïla Slimani, Gallimard (2016) : Adèle, nymphomane et tourmentée, souffre et se cherche.